# Brusa bezistan
Brusa bezistan sa svojih 6 krovnih kupola jedna je od najinteresantnijih građevina na Baščaršiji. Pravokutne je osnove, ima četiri ulaza na sve četiri strane svijeta, a povezuje zanatske ulice Kundurdžiluk, Veliki Čurčiluk i Mali Čurčiluk s Abadžilukom i čaršijom. Izgrađen je nakon zapovijedi velikog vezira Rustem-paše Hrvata 1551. godine. Bezistan je dobio ime po turskom gradu Bursi, iz kog je dovožena svila koja se prodavala u bezistanu. Za razliku od Gazi Husrev-begovog bezistana, u kome su se prvenstveno prodavale namirnice, u Brusa bezistanu su se, uz svilu, prodavale kućne potrepštine i manji namještaj. Danas je to jedan od gradskih muzeja.